# 沃格爾 (姓氏)
沃格爾, 沃格尔 或者 福格尔（Vogel）可以指：

## 人物
- 法蘭克·沃格爾（1973年6月21日－），美国职业篮球教练
- 赫爾曼·卡爾·沃格爾（1841年4月3日－1907年8月13日），德国天文学家
- 汉斯-约亨·福格尔（1926年2月3日－2020年7月26日），德国政治家
- 邁克·沃格爾（1979年7月17日－），美国演员和前模特
- 尤勒斯·沃格尔（1835年2月24日－1899年3月12日），新西兰政治家、记者和商人

|  | 本页或本分段罗列了姓氏为「沃格爾 (姓氏)」的人物。 如果是一个指代特定个人的内链将您引导到本页，請考慮修正該人物的名字以將链接指向正確的條目。 |